# یاچیانژک
یاچیانژک (به لاتین: Jaciążek) یک روستا در لهستان است که در گمینا پوونگاو-برامورا واقع شده‌است. یاچیانژک ۴۴۰ نفر جمعیت دارد.